# Marco Túlio
Marco Túlio, właśc. Marco Túlio de Paula Medeiros (ur. 31 maja 1998 w Belo Horizonte) – brazylijski piłkarz występujący na pozycji obrońcy.

## Życiorys
Wychowanek Clube Atlético Mineiro. Seniorską karierę rozpoczynał w 2017 roku w TuS Bövinghausen. W lipcu 2017 roku podpisał kontrakt z FC Vlašim. W FNL zadebiutował 20 sierpnia w wygranym 4:1 spotkaniu z FK Varnsdorf. W FC Vlašim występował do końca 2018 roku, rozgrywając łącznie w jego barwach 17 spotkań, z czego 13 w lidze. W styczniu 2019 roku przeszedł do FK Mladá Boleslav. 30 marca 2019 roku zadebiutował w Fortuna:Lidze, rozgrywając 90 minut w wygranym 2:1 meczu ze Spartą Praga. Ogółem podczas gry w FK Mladá Boleslav wystąpił w 32 ligowych meczach, grał także w Lidze Europy UEFA. 24 lutego 2021 roku podpisał półroczny kontrakt z Podbeskidziem Bielsko-Biała. W ekstraklasie rozegrał dziesięć spotkań, debiutując 6 marca podczas meczu z Lechia Gdańsk (2:2). Po spadku Podbeskidzia z ligi nie przedłużył kontraktu z klubem. W sierpniu 2021 roku został piłkarzem MFK Karviná.

## Statystyki ligowe
| Sezon         | Klub                       | Liga                 | Mecze | Gole |
| ------------- | -------------------------- | -------------------- | ----- | ---- |
| 2016/2017 (w) | TuS Bövinghausen           | Kreisliga            | 6     | 4    |
| 2017/2018     | FC Vlašim                  | Fortuna:Národní liga | 3     | 0    |
| 2018/2019 (j) | FC Vlašim                  | Fortuna:Národní liga | 10    | 0    |
| 2018/2019 (w) | FK Mladá Boleslav          | Fortuna:Liga         | 3     | 0    |
| 2019/2020     | FK Mladá Boleslav          | Fortuna:Liga         | 16    | 0    |
| 2020/2021 (j) | FK Mladá Boleslav          | Fortuna:Liga         | 13    | 1    |
| 2020/2021 (w) | Podbeskidzie Bielsko-Biała | Ekstraklasa          | 10    | 0    |
| 2021/2022     | MFK Karviná                | Fortuna:Liga         | 24    | 2    |
| 2022/2023 (w) | Salamanca CF UDS           | Tercera Federación   | 10    | 2    |
| 2023/2024     | Marbella FC                | Segunda Federación   | 25    | 0    |